# Haut-Escaut
Le Haut-Escaut est une région géographique de France et dans un contexte plus européen l'un des dix sous-bassins qui forment le bassin versant de l'Escaut. 
Il correspond au Bassin versant situé à l'amont de Gand, à l'exception des sous-bassins de la Haine, de la Lys et de la Scarpe. 
Depuis la fin du XIXe siècle l’Escaut a été fortement artificialisé et s'est industrialisé, ce qui a contribué à une dégradation de la qualité de son eau.

## Caractéristiques
- Superficie : 4 277 km2
- Population totale : 1 147 988 habitants
- Densité de population : 268 hab./km²

## Cours d'eau principaux
- L'Escaut
- la Sensée
- la Selle
- l'Erclin
- l'Aunelle
- la Rhonelle
- l'Hogneau
- le torrent d'Esnes
- le canal des torrents
- le canal de la Sensée
- le canal du Nord
- le canal de Saint-Quentin